# Beneath the Eyrie
 (janvier 2020).
Beneath the Eyrie est le 7ème album des Pixies.
L'album est sorti le 13 septembre 2019.

## Commentaire
D'après Christophe Conte, journaliste à Libération : « C'est un disque dans lequel on peut croiser une surfeuse maudite avalée par une vague, ainsi qu’un pochtron errant dans le port de Saint-Nazaire à la recherche d'une femme-phoque sortie des légendes gaéliques. Il y a aussi cet ivrogne shooté à la mandragore, qui embarque dans le « train des mules », carriole cliquetante des mineurs du borax dans la Vallée de la mort ; ou un « lutin écossais » tombé amoureux d’une fille qui a livré combat avec un poisson-chat monstrueux. On n’échappe pas non plus à une sorcière sur « la colline du cimetière » (On Graveyard Hill) ni à un cabaret de la dernière chance (This Is My Fate) qui rappelle au souvenir de Mr. Grieves sur Doolittle. Avec leur septième album, le troisième depuis leur retour aux affaires en 2004, les Pixies déploient les grands moyens, tout en cinémascope et partouze de guitares western, pour le bonheur des nostalgiques... »

## Titres
1. In the Arms of Mrs. Mark of Cain (Francis)
2. Graveyard Hill (Francis & Lenchantin)
3. Catfish Kate (Francis)
4. This Is My Fate (Francis)
5. Ready For Love (Francis)
6. Silver Bullet (Francis)
7. Long Rider (Francis & Lenchantin)
8. Los Surfers Muertos (Francis & Lenchantin)
9. St. Nazaire (Francis)
10. Bird of Prey (Francis)
11. Daniel Boone (Francis)
12. Death Horizon (Francis)

## Liste des demos présentes sur le double vinyle
1. The Good Works Of Cyrus
2. Please Don’t Go
3. Chapel Hill
4. Caught In A Dream
5. Mal De Mer
6. Hey, Debussy
7. Under the Marigold
8. How I Learned to Earn Rewards
9. I Just Can’t Break It to You

## Crédits
- Black Francis : Chant, Guitare
- Joey Santiago : Guitare principale
- David Lovering : Batterie
- Paz Lenchantin : Basse, Chant